# Makers (livro)
Makers (Fabricantes) é uma novela de ficção científica de 2009 de Cory Doctorow.A novela está licenciada nos termos da licença Creative Commons Atribuição-NonCommercial-ShareAlike 2.5 e está disponível gratuitamente no site do autor.

## Resumo da trama
Doctorow conta a história de Perry e Lester, os heróis hackers de Fabricantes, inventando coisas - robôs de conchas que fazem torradas, bonecas Boogie Woogie Elmo que dirigem carros. Eles também inventam sistemas econômicos inteiramente novos, como o  "New Work" (Novo trabalho), um novo acordo para a era tecnológica. Banqueiros descalços atravessam o país, microinvestindo em mini-startups comunitárias de alta tecnologia como a de Perry e Lester. Juntos, eles transformam o país, e Andrea Fleeks, uma jornalista que virou blogueira, está lá para documentá-los.
Em seguida, veio o colapso. O colapso do "New Work" coloca as super ponto.coms em desonra. Perry e Lester constroem uma rede de passeios interativos em Wal-Marts abandonados por todo o país. À medida que seus passeios, que comemoram os dias de glória do  "New Work", ganham popularidade, um executivo desonesto da Disney fica com ciúmes e convence a polícia de que as impressoras 3D de Perry e Lester estão sendo usadas para fabricar AK-47.
Hordas de godos descem na favela construída pelos Novos Trabalhadores, juntando-se ao culto. Os processos se multiplicam à medida que os capitalistas de risco adotam uma nova estratégia de investimento: apoiando processos judiciais contra empresas como a Disney. A amizade de Lester e Perry acaba quando Lester recebe o tratamento 'fatkins', uma paródia da dieta de Atkins, transformando-o em um gigolô sibarítico. Depois disso, o romance se torna realmente interessante.

## Liações externas
- Site Oficial do romance, no site de Doctorow.(em inglês)
- Makers (livro) no Projeto Gutenberg